# Фарс (река)
Фарс (адыг. Фарз) — река в Адыгее и Краснодарском крае. Левый приток реки Лаба (бассейн Кубани). Длина реки составляет 197 км, площадь водосборного бассейна — 1450 км².

## Характеристика

Бассейн Кубани

Река берёт начало из родника, вытекающего из пещеры на северном склоне Скалистого хребта, в районе горы Эквецопко, в 4,3 км к юго-востоку от посёлка Победа.
В верховье река пробивает известковые скалы и через ущелье выходит к станице Новосвободной — первому населённому пункту на реке. Далее основное направление идёт на север. У станицы Махошевской выходит из горно-лесной зоны. У станицы Ярославской принимает крупный правый приток — реку Псефирь. Южнее хутора Карцева принимает слева крупный приток — реку Сераль. У посёлка Дружба поворачивает на северо-запад. Впадает в реку Лабу с левой стороны, в 72 км от её устья, в 2,4 км юго-восточнее станицы Воздвиженской.
Протекает по территории Майкопского, Гиагинского, Кошехабльского и Шовгеновского районов Адыгеи, а также по территории Мостовского района Краснодарского края. Общее падение составляет около — 950 м, уклон — 4,61 м/км.
В верховьях реки сохранились остатки старых валов, по которым проходили линии обороны черкесов в период кавказской войны. Там же располагается знаменитая роща медвежьего орешника и расположено множество пещер и гротов, среди которых наиболее посещаемым является древний пещерный монастырь. Также в долине Фарса находится известная в истории «Богатырская поляна», на которой было свыше 400 дольменов.
Также Фарс служил естественной границей между абадзехами и абазинами.

## Этимология
Название реки объясняется от осет. фарс — «сторона». В арабском языке слово «фарз» означает религиозное предписание, обязанность.
адыг. Ифэрзагъ в переводе означает «вкатился, влетел», либо «изворотливый».
Также река раньше была известна под названием Сосурокай, по одноимённой махошевскому аулу, который являлся центром махошевского племени адыгов.

## Данные водного реестра
По данным государственного водного реестра России относится к Кубанскому бассейновому округу, водохозяйственный участок реки — Лаба от впадения реки Чамлык и до устья. Речной бассейн реки — Кубань.
Код объекта в государственном водном реестре — 06020000912108100004057.

## Водный режим

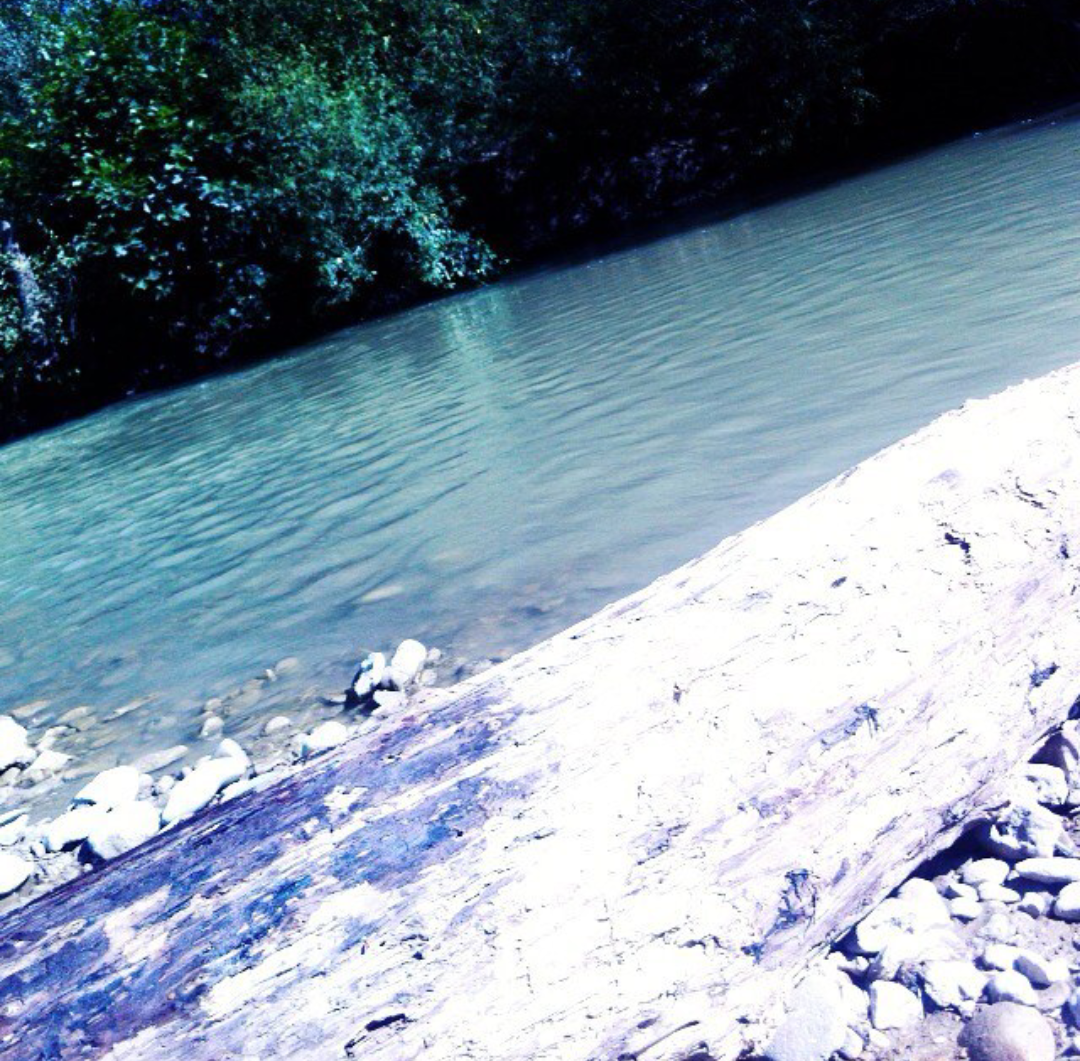
Река у станицы Махошевская

В верхнем течении река имеет ярко выраженный горный характер, в нижнем — преимущественно равнинная река, сильно меандрирующая в различных участках. Минерализация воды в межень повышенная. В летний период при отсутствии дождей местами сильно мелеет. В период паводков река выходит из берегов.

## Бассейн
- Фарс
  - Псефирь (Псефир) — (п)
    - Лакруш — (л)
    - Кабанец — (л)

  - Кетль (балка Крутая) — (л)
  - Надзорка (л)
  - Сераль (Зераль) — (л)
    - Кужора — (л)

  - Гачуча — (л)

## Населённые пункты
- ст-ца Новосвободная
- ст-ца Махошевская
- ст-ца Ярославская
- х. Фарсовский
- х. Карцев
- х. Тамбовский
- х. Козополянский
- х. Екатериновский
- х. Шишкинский
- х. Курский
- с. Сергиевское
- ст-ца Дондуковская
- х. Красный Фарс
- х. Новоалексеевский
- пос. Дружба
- пос. Чехрак
- пос. Плодопитомник
- х. Дмитриевский
- х. Отрадный
- х. Политотдел
- аул Хачемзий
- аул Джерокай
- х. Свободный Труд
- аул Хакуринохабль
- аул Мамхег
- аул Кабехабль
- аул Пшичо
- аул Хатажукай